# Auslandschweizer

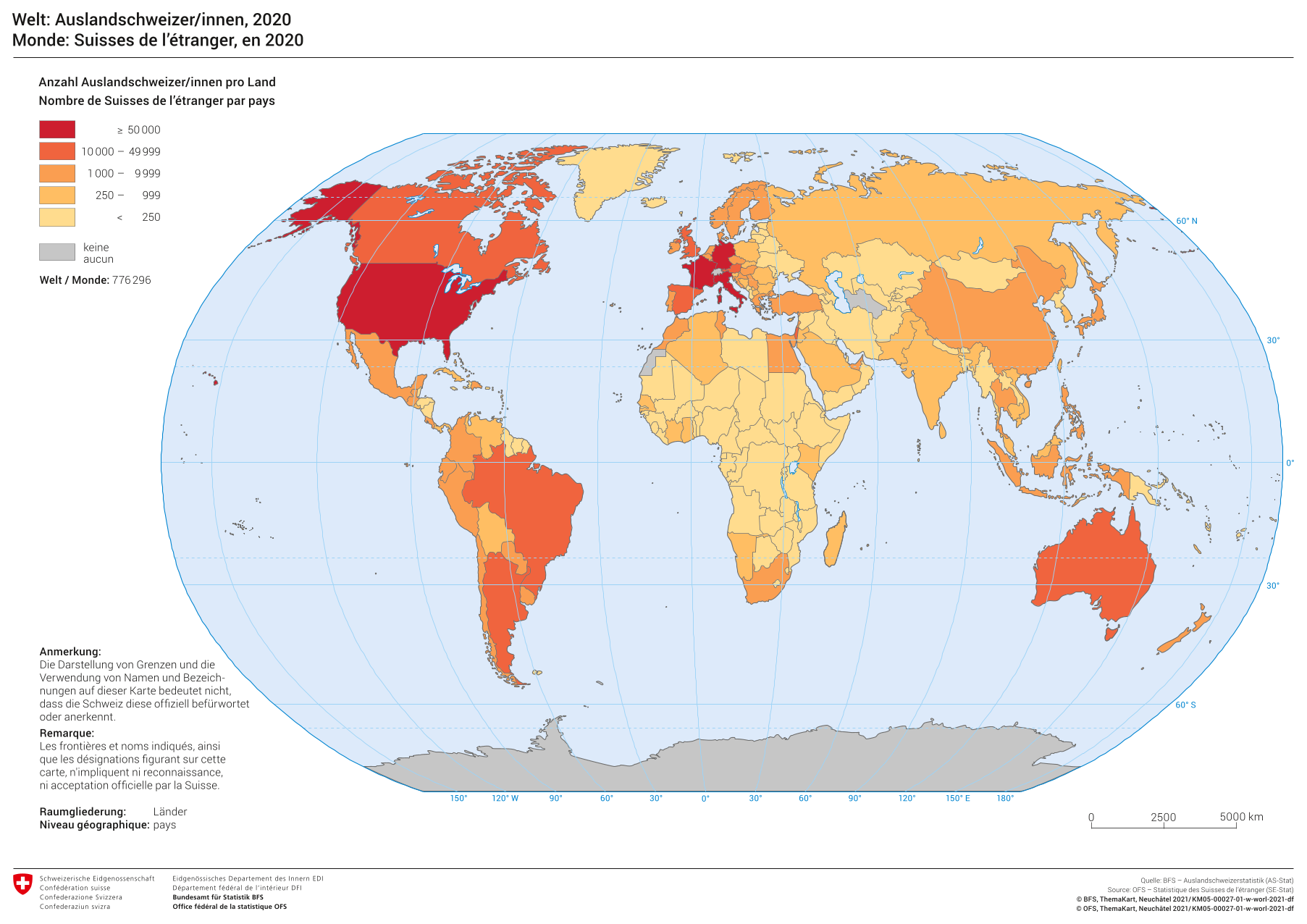
Anzahl der Auslandschweizer pro Land am 31. Dezember 2020

Als Auslandschweizer (französisch Suisses de l’étranger, italienisch Svizzeri all’estero, rätoromanisch Svizzers a l’exteriur) werden Schweizer Bürger bezeichnet, die nicht in der Schweiz leben. Sie werden oft auch die Fünfte Schweiz genannt. Dieser Ausdruck erklärt sich aus den vier Sprachregionen der Schweiz (Deutschschweiz, Romandie, italienische Schweiz, rätoromanische Schweiz). Die Auslandschweizer machen derzeit etwa einen Zehntel aller Schweizer Staatsangehörigen aus.

## Interessensvertretung und politische Rechte
Als Dachorganisation von rund 750 Schweizer Vereinen im Ausland betrachtet sich die Auslandschweizer-Organisation (ASO) als Interessenvertreterin der Auslandschweizer – auch jener, die nicht in den Vereinen und Clubs organisiert sind. Im Auftrag des Bundes gibt sie auch das Informationsorgan Schweizer Revue heraus.
Am 1. Januar 1977 ist das Bundesgesetz vom 19. Dezember 1975 über die politischen Rechte der Auslandschweizer in Kraft getreten. Seit diesem Tag besitzen Auslandschweizer das Stimm- und Wahlrecht bei Wahlen und Volksabstimmungen auf nationaler Ebene. Da diese jedoch hierfür in die Schweiz reisen mussten, nahmen an nationalen Wahlen jeweils nur rund 10'000 Auslandschweizer teil. Dies änderte sich erst mit der Einführung der brieflichen Wahl am 1. Juli 1992, seitdem können die Auslandschweizer das Stimm- und Wahlrecht auch wirklich ausüben, ohne hierfür in die Schweiz reisen zu müssen. Um an den Wahlen teilnehmen zu können, müssen sich Auslandschweizer im Stimmregister ihrer letzten Schweizer Wohngemeinde oder, wenn diese nicht existiert, in ihrem Heimatort registrieren lassen. Wer jedoch während vier Jahren an keiner Abstimmung oder Wahl teilnimmt, wird wieder aus dem Stimmregister gestrichen und muss selbst wieder aktiv werden, um wieder am politischen Leben teilnehmen zu können. 2010 waren dadurch etwa 130'000 Auslandschweizer stimmberechtigt. Auf kantonaler Ebene ist das Stimm- und Wahlrecht für Auslandschweizer unterschiedlich geregelt.
Am 2. März 2009 lehnte der Ständerat mit 26 zu 11 Stimmen eine parlamentarische Initiative von Nationalrat Carlo Sommaruga ab, nachdem der Nationalrat sie am 24. September 2008 mit 91 zu 74 Stimmen unterstützt hatte. Die Initiative wollte Wahlkreise für die Auslandschweizer bilden, um ihnen eine Vertretung im National- und Ständerat zu geben. Am 15. April 2024 wurde eine Motion von Nationalrat Jean-Luc Addor mit derselben Forderung vom Nationalrat mit 152 zu 30 Stimmen abgelehnt.

### Stimm- und Wählverhalten
Das Stimmverhalten der Auslandschweizer unterscheidet sich von dem der Inlandschweizer. Sie vertreten wirtschafts- sowie gesellschaftsliberalere Positionen und stehen auch einer aussenpolitischen Öffnung der Schweiz wesentlich positiver gegenüber. Insbesondere bei Abstimmungen zur Migrationspolitik zeigen die Auslandschweizer ein wesentlich anderes Abstimmungsverhalten, sie lehnen Vorlagen wie die Ausschaffungsinitiative mehrheitlich ab (in sieben von acht Kantonen, die das Abstimmungsverhalten erfasst haben) und auch bei aussenpolitischen Vorlagen besteht eine wesentliche Differenz zugunsten der aussenpolitischen Öffnung.
Bei den Nationalratswahlen 2011 war die SP mit 21 % die stärkste Partei unter den Auslandschweizern. Zweitstärkste Partei war die SVP mit 20 %, die im Vergleich zum Gesamtergebnis unter den Auslandschweizern die grössten Verluste aller Parteien machte. Dagegen konnten die Grünen mit einem Wähleranteil von 15 % ihren Anteil bei den Auslandschweizern fast verdoppeln gegenüber dem nationalen Endergebnis von 8,4 %. Sie konnten dank dem hohen Wähleranteil bei den Auslandschweizern ihr Gesamtergebnis um 0,2 % verbessern.

## Geburt im Ausland
Ein im Ausland geborener Schweizer Bürger mit doppelter Staatsangehörigkeit verwirkt das Schweizer Bürgerrecht mit der Vollendung des 22. Lebensjahres, wenn er nicht bis dahin einer schweizerischen Behörde im Ausland oder Inland gemeldet worden ist oder sich selber gemeldet hat oder schriftlich erklärt, das Schweizer Bürgerrecht beibehalten zu wollen (Artikel 10 BüG). Hat er die Meldung oder Erklärung aus entschuldbaren Gründen unterlassen, kann er binnen zehn Jahren ein Gesuch um Wiedereinbürgerung stellen (Artikel 21 BüG).

## Statistik
Ende Dezember 2023 lebten 813'420 Schweizer Staatsangehörige im Ausland (Statistik der bei einer schweizerischen Auslandsvertretung Gemeldeten). 608'720 Personen oder 74,83 % der Auslandschweizer sind Doppelbürger. Der grösste Teil der Auslandschweizer lebte in Europa (520'729), gefolgt von Amerika (183'827), Asien (56'267), Ozeanien (33'917) und Afrika (18'680). Grösster Konsularbezirk und somit grösste Schweizer Gemeinschaft ausserhalb der Schweiz war Lyon (110'067).
| Schweizer in Europa | Schweizer im ferneren Ausland |
| --- | --- |
| 520'729 Schweizer oder rund 64 % der Auslandschweizer lebten am 31. Dezember 2023 in einem europäischen Staat. Von diesen wiederum wohnten 87,99 % (458'166) in einem Staat der Europäischen Union. | 292'691 Schweizer oder 36 % der Auslandschweizer lebten am 31. Dezember 2023 in einem Staat ausserhalb Europas. Von diesen wiederum wohnten mehr als die Hälfte in den USA, Kanada oder Australien. |
| Länder mit mehr als 10'000 Schweizer Staatsangehörigen: | |
| - Frankreich (207'775) - Deutschland (99'582) - Italien (51'964) - Vereinigtes Königreich (39'578) - Spanien (26'499) - Österreich (18'350) | - Vereinigte Staaten (83'478) - Kanada (41'463) - Australien (26'374) - Israel (23'670) - Argentinien (15'120) - Brasilien (13'611) - Thailand (10'414) |
| Länder mit mehr als 1'000 Schweizer Staatsangehörigen: | |
| - Niederlande (9'098) - Belgien (8'651) - Portugal (6'916) - Schweden (6'601) - Türkei (5'404) - Liechtenstein (4'878) - Dänemark (3'696) - Serbien (3'446) - Griechenland (3'048) - Norwegen (2'948) - Ungarn (2'229) - Finnland (2'015) - Irland (1'933) - Kroatien (1'725) - Tschechien (1'570) - Luxemburg (1'397) - Monaco (1'196) - Bosnien und Herzegowina (1'192) - Polen (1'038) | - Südafrika (7'743) - Neuseeland (7'344) - Chile (5'730) - Mexiko (5'289) - Philippinen (3'615) - Vereinigte Arabische Emirate (3'452) - Peru (2'884) - Volksrepublik China (2'564) (davon 1'565 in Hongkong und 21 in Macau) - Singapur (2'510) - Kolumbien (2'348) - Dominikanische Republik (2'114) - Japan (1'921) - Ecuador (1'745) - Costa Rica (1'716) - Marokko (1'561) - Paraguay (1'475) - Tunesien (1'426) - Ägypten (1'398) - Guatemala (1'136) - Indonesien (1'105) - Uruguay (1'068) |

Per 2024 waren 826'700 Auslandschweizer bei den schweizerischen Vertretungen im Ausland registriert.

## Expo.02
An der Schweizerischen Landesausstellung Expo.02 wurden die sechs Katamarane, die zwischen den einzelnen Standorten verkehrten, nach derjenigen Stadt jedes Kontinentes benannt, in der die meisten Auslandschweizer leben. Ihre Namen waren dementsprechend:
- Buenos Aires
- Johannesburg
- Lyon
- New York
- Sydney
- Tel Aviv

Mit diesem Schritt wollte man auch der Fünften Schweiz im Rahmen der Expo die Ehre erweisen.